# デヴィッド・デロシアーズ
デヴィッド・デロジェ（David Desrosiers、 フランス語発音: [deʁozje], 1980年8月29日 - ）はカナダのミュージシャン。シンプル・プランのメンバー。